# Messerschmitt Me 264 Amerikabomber
Messerschmitt Me 264 je bil nemški strateški bombnik velikega dosega, ki je bil razvit za Luftwaffe v obdobju druge svetovne vojne. Prototip je tekmoval v programu Amerikabomber nemškega letalskega ministrstva (Reichsluftfahrtministerium), v katerem bi lahko bombniki bombardirali New York z obal Francije ali Azorov. Prav tako je nemška vlada zahtevala letalo dolgega dosega za lete v načrtovani kolonialni del Tretjega rajha v Afriki, z letalom pa je imela tudi ambicije o izvidništvu nad Izdelani so bili trije prototipi, vendar je bila proizvodnja opuščena zaradi povečane rabe lovcev. Nasledil ga je Junkers Ju 390 in njegov razvoj se je nadaljeval na ravni pomorskega izvidniškega letala.

## Razvoj
Zametki razvoja nemške izvidniško-bombniške platforme dolgega dosega sega že v leto 1937, čeprav je Nemčija z razvojem kršila določila Versajske mirovne pogodbe. Tega leta je razvila prototip P.1061, ki je bil namenjen daljinskim poletom in v primeru vojne, izvidniškim misijam. Že leta 1939 je Focke Wulf 200 Kondor prelet Atlantik in pristal na letališču Floyd Bennet Field v New Yorku. Prelet je bil toplo sprejet s strani ameriške javnosti, ki se ni zavedala ambicij Hitlerja in Reichluftministrum (RLM). USAAC v nasprotju z ameriško javnostjo ni bila navdušena, saj je ugotovila, da bi Kondor lahko postal bombnik dolgega dosega.
Leta 1938 se je prof. Willy Messerschmitt, glavni Messerschmittov konstruktor, lotil dela na prototipu P.1062. Adolfine, kot ga je ljubkovalno klical Hitler, je bil propagandno namenjen za prenos olimpijske bakle iz Berlina v Tokio brez postanka. Prototip je imel motorne gondole iz dveh motorjev (Daimler-Benz DB 606 in 601). Letalo je imelo načrtovan doseg okrog 11.000 km z ekonomično potovalno hitrostjo in posadko 5 mož. Narejeni so bili le trije prototipi, prvi polet je bil 23. decembra 1940. Samosvojost Hitlerja je povzročila nemalo zapletov ne samo pri tem projektu, toda tudi pri drugih razvojnih projektih, ki jih je takrat vodil Messerschmitt. Sestrski projekt Bf-165, ki naj bi imel doseg okrog 6000 km in hitrost 600 km/h, so po navodilih firerja žrtvovali njegovo nosilnost (komaj eno tono bombnega tovora) ter defenzivno oborožitev. Po njegovi zahtevi se je Luftwaffe usmerila v Junkers Ju-88, saj naj bi z izdelavo le-teh prihranili na denarju, gorivu in materialu. Prav tako so letalski konstruktorji pogrešali Luftwaffin odziv glede bombnikov dolgega dosega, saj jih je le-ta zaničevala.
4. aprila 1941 se je Hitler osebno sestal z japonskim zunanjim ministrom Yosukom Matsuoko, kjer mu je obljubil dolgotrajno izčrpavajočo vojno proti ZDA. Poleti 1940 je isto zatrdil Benitu Mussoliniju, da bo z koncem 1941 imel floto Messerschmittovih bombnikov dolgega dosega. Admirali Kriegsmarine so mu celo svetovali, naj zavzamejo Islandijo, Zahodno Afriko in Kanarske otoke za lažje bombardiranje Zahodne obale ZDA. Hkrati so bili atlantski otoki edina možnost za direktne napade bombnikov, saj se je zahteva po bombniku z dosegom 6.000 km pojavila šele novembra 1941.
Zasnova Me 264 izvira iz Messerschmittovega projekta izvidniškega letala P.1061, ki je potekal v 30. letih 20. stoletja. Naslednik P.1061, P.1062, je imel samo dve motorni gondoli, toda močnejša motorja DB 601. Zaradi konstrukcij težav P.1062 so v začetku leta 1941 pri Messerschmittu naročili 6 prototipov P.1061 z oznako Me 264, toda naročilo se je pozneje zmanjšalo na samo tri primerke. Če bi se prototipi izkazali, bi jih ministrstvo po nekaterih podatkih naročilo 24. Razvojni proces teh projektov je bil počasen, toda z nemško napovedjo vojne ZDA je nemško letalsko ministrstvo (RLM) razvoj pospešilo. Umetna pospešitev projekta je bila z premestitvijo konstruiranja v Fokker Works v Amsterdamu, saj so bili v matični tovarni v Augsburgu prezaposleni. Na njihove povečane zahteve so se prijavili 3 prototipi Junkers Ju 390, Focke-Wulf Ta 400, nedokončani prototip Heinkel He 277 ter Messerschmittov Me 264B. Zahteva ministrstva je želela šestmotorni bombnik zaradi nezmožnosti porazdelitve proizvodnje energije na samo 4 1.500 kW motorje. Izbran je bil Ju 390 zaradi združljivosti nekaterih komponent, ki so že bile v uporabi na Ju 290. Program Me 264 pa (še) ni bil opuščen zaradi potreb Kriegsmarine po pomorskem patruljnem in napadalnem letalu velikega dosega. S tem bi lahko upokojili dotlej predelani Fw 200 Condor. Mnenje Kriegsmarine je bilo kasneje podkrepljeno z mnenjem generalmajorja Eccarda Freiherrja von Gablenza (Wehrmacht). Sledilo je naročilo dveh prototipov kot izvidniška letala (tip Me 264A).

## Zgradba
Me 264 je bil štirimotorni ramenokrilni bombnik, narejen iz kovine. Trup je bil okroglega preseka z zastekljenim kokpitom polkrogelne oblike, kjer sta pilota sedela drug poleg drugega in imela dober pregled nad dogajanjem v neposredni okolici letala. Prvi prototip je bil opremljen z 2 motornima gondolama z 4 invertiranimi motorji Jumo 211, toda ti so bili v nasprotju z Ju 88 prešibki in so bili zamenjani z 1.250 kW motorji BMW 801. Krilo je bilo puščičasto ter rahlo postrgano na prednjem robu in ravno na zadnjem robu. Letalo je prav tako imelo dvojni vertikalni stabilizator. V motornih gondolah je spravljeno uvlačljivo konvecionalno podvozje. Oborožitev je bila sestavljena iz daljinsko vodenih kupol predvsem na zadnjem delu trupa in bokih trupa. Oborožitev ni bila tako težka kot pri npr. B-17 zaradi povečevanja nosilnosti goriva kot bombnega tovora in doleta. Da bi zagotovili udobje pri dolgo časa trajajočih misijah je letalo imelo postelje in majhno kuhinjo. Letalo je kot prvo na svetu imelo rezervoarje za gorivo vgrajene v krilih s skupno nosilnostjo 9.740 kg (21.470 lb). 
Po nekaterih pričevanjih nemškega vojnega ujetnika v Lechfeldu okrog leta 1943, naj bi prototip specialne eskadrilije Nebel redno letel s Finske na Japonsko. Z ponovnim točenjem goriva bi lahko napadali pozicije Avstralcev, Britancev in Američanov na pacifiškem bojišču.

## Zgodovina
Me 264 V1 s tovarniško kodo W.Nr 264001 RE+EN je kot prvi prototip tega letala poletel 23. decembra 1942 v Augsburgu. Pilotirala sta ga Gerhard Caroli in Karl Baur, Messerschmittova dolgoletna testna pilota. Letalo so pestil mnoge težave, med drugimi prešibki motorji. Ena od največjih pomanjkljivosti je bila preobremenjenost kril, ki je merila okrog 356 kg/m2 (pri B-29 337 kg/m2, He 277 334,6 kg/m2 in Ju 390 209 kg/m2). To je povzročilo izgubo zmogljivosti hitrega vzpenjanja, izgubo okretnosti in visoke hitrosti vzleta in pristanka. Messerschmitt je zaradi nezmožnosti razvoja dovolj močnih motorjev predlagal vlečni način, kjer bi vprega drugih letal spravila Me 264 na primerno višino. Kasneje so se odločili za raketne pospeševalnike na dušikovi bazi, ti pa so stali na nosilcih pod krilom. Prvi prototip ni bil oborožen, medtem ko sta Me 264 V2 je imel oborožitev in Me 264 V3 tudi oklepljen trup. Zanimanje s strani Kriegsmarine je bilo umaknjeno leta 1943, z namenom priprave prostora za Ju 290 in Ju 390. Po negativni oceni z podrobnejšim poročilom o prekratkem dosegu, 7. maja 1942, je Luftwaffe nadaljnja plačila Messerschmittu za ta projekt zaustavila. 28. februarja je vodstvo projekta načrte predala Dornierju. Vsi trije prototipi so bili uničeni v bombnih napadih v letih 1943/1944. Oktobra 1943 je bil nadaljnji razvoj letala prekinjen z namenom osredotočenja na razvoj in proizvodnjo reaktivnega lovskega bombnika Me 262. Po odpovedi konkurenčnega He 277 aprila 1944 je bilo delo na projektu Me 264 uradno odpovedano. Messerschmitt je predlagal šestmotorno različico Me 264, toda ta ni bila nikoli zgrajena. 

## Specifikacije
Velja za prototipe z motorji BMW 801

Splošne karakteristike
- Posadka: 8
- Dolžina: 21,3 m (69,9 ft)
- Razpon kril: 43 m (141 ft)
- Višina: 4,3 m (14 ft)
- Površina kril: 127,8 m² (1376 ft²)
- Aeroprofil: ramenokrilnik
- Teža praznega letala: 21150 kg (46630 lb)
- Naložena teža: 45540 kg (100400 lb)
- Maks. vzletna teža: 56000 kg (123000 lb)
- Pogon letala: 4 ×  radialni motor BMW 801 G/H, 1272 kW (1730 KM)  vsak

 Zmogljivost 
- Maks. hitrost: 560 km/h (350 mph)
- Potovalna hitrost: 350 km/h (217 mph)
- Doseg: 15000 km (9500 milj)
- Višina leta: 8000 m (26000 ft)
- Hitrost vzpenjanja: 120 m/min (390 ft/min)
- Obremenitev kril: 356 kg/m² (72,9 lb/ft²)
- Razmerje moč/teža: 0,11 kW/kg (0,07 KM/lb)Oborožitev

- Strelno orožje: 4 × 13 mm (0.51 in) MG 131 strojnice
- 2 × 20 mm MG 151 top avtomatska topova
- Bombe: 13200 kg pri doleti 8600 km, 3000 kg pri doletu 14400 km